# 詹姆斯·洛根
詹姆斯·洛根（英語：James Logan，1933年9月17日—），加拿大男子冰球运动员，场上位置是前锋。他曾代表加拿大参加1956年冬季奥林匹克运动会冰球比赛，获得一枚铜牌。